# Gargaphia mexicana
Gargaphia mexicana är en insektsart som beskrevs av Drake 1922. Gargaphia mexicana ingår i släktet Gargaphia och familjen nätskinnbaggar. Inga underarter finns listade i Catalogue of Life.